# Santiago Crespo
Santiago Crespo, nacido el 22 de agosto de 1970 en la localidad navarra de Pamplona (España), es un exciclista profesional entre los años 1991 y 1995.
A lo largo de su carrera profesional no obtuvo ninguna victoria, siendo el Giro de Italia de 1994 la única de las grandes vueltas que disputó, acabando en la posición 67.ª.

## Resultados en Grandes Vueltas y Campeonato del Mundo
Durante su carrera deportiva ha conseguido los siguientes puestos en las Grandes Vueltas y en los Campeonatos del Mundo en carretera:
| Carrera         | 1991 | 1992 | 1993 | 1994 | 1995 |
| --------------- | ---- | ---- | ---- | ---- | ---- |
| Giro de Italia  | -    | -    | -    | 67.º | -    |
| Tour de Francia | -    | -    | -    | -    | -    |
| Vuelta a España | -    | -    | -    | -    | -    |
| Mundial en Ruta | -    | -    | -    | -    | -    |

-: No participa

## Equipos
- Amaya Seguros (1991-1993)
- Banesto (1994-1995)